# Rhonda Byrne
Rhonda Byrne, född 12 mars 1951, är en australiensisk tv-producent och författare. Hon har varit verksam vid Nine Network Australia och sitt eget produktionsbolag Prime Time Productions. Hon är mest känd för sin bok och tillhörande film Hemligheten (The Secret, 2006). I denna presenteras new age-konceptet lagen om attraktion. Boken blev uppmärksammad i media, bland annat i The Oprah Winfrey Show och har sålt miljontals exemplar. Filmen, som släpptes på DVD, blev också en storsäljare. Sammantaget har de lett till vad som kallats en "väckelserörelse". 2010 publicerades uppföljaren The Power (på svenska Kraften).
Byrne listades av Time Magazine 2007 som en av årets 100 mest inflytelserika personer. Enligt kritiker är boken Hemligheten potentiellt farlig pseudovetenskap.